# Himalaje Wysokie
Himalaje Wysokie – najwyższy fragment pasma Himalajów. Rozciągają się równoleżnikowo od masywu Nanga Parbat na zachodzie po przełom Brahmaputry na wschodzie.
Średnio wysokość szczytów dochodzi do ponad 6000 m n.p.m.. Północne stoki są w większości połogie, południowe zaś strome i znacznie trudniej dostępne. Dziesięć szczytów to ośmiotysięczniki. Są to: Mount Everest, Kanczendzonga, Lhotse, Makalu, Dhaulagiri, Manaslu, Czo Oju, Nanga Parbat, Annapurna oraz Sziszapangma.
Do Himalajów Wysokich zalicza się często także pasmo Ladakh. Charakterystyczne dla Himalajów Wysokich są skaliste, ostre wierzchołki, wieczna pokrywa śnieżna, lodowce. Główny budulec stanowią krystaliczne skały prekambryjskie oraz skały magmowe, metamorficzne i osadowe – karbońskie do kredowych. Najwyższym szczytem świata, Himalajów i Himalajów Wysokich jest Mount Everest – ma on 8850 m n.p.m.